# Milton Viera
Milton Viera (Rio de Janeiro, 11 mei 1946) is een voormalig Uruguayaans voetballer.  

## Biografie
Viera werd geboren in het Braziliaanse Rio de Janeiro, toen zijn vader Ondino Viera er trainer was voor CR Vasco da Gama. In tegenstelling tot zijn vader die het enkel als coach maakte werd Milton ook een voetballer op hoog niveau. Hij begon in 1965 bij Nacional uit Montevideo en werd er in 1966 kampioen mee. In 1967 bereikte hij met zijn club de finale van de Copa Libertadores.  In 1968 werd hij uitgeleend aan het Argentijnse Boca Juniors. In 1970 begon hij bij Peñarol waarmee hij ook de finale van de Copa Libertadores speelde. In 1972 ging hij naar de Griekse topclub Olympiakos Piraeus. Met deze club won hij van 1973 tot 1975 drie keer op rij de titel en in 1973 en 1975 ook nog eens de beker. In 1977 maakte hij de overstap naar rivaal AEK en won in 1978 de titel en de beker en in 1979 nog eens de titel. 
In 1966 werd hij opgenomen in de selectie van het nationaal elftal voor het WK 1966 in Engeland. Zijn vader Ondino vas bondscoach en Milton was de eerste speler ooit die door zijn vader opgesteld werd op een WK. Uruguay bereikte de kwartfinale en Milton speelde in totaal vijf wedstrijden. Na het WK, toen Ondino geen coach meer was werd Milton niet meer opgeroepen.